# Province ecclésiastique de Port-au-Prince
 (avril 2023).
Si vous disposez d'ouvrages ou d'articles de référence ou si vous connaissez des sites web de qualité traitant du thème abordé ici, merci de compléter l'article en donnant les références utiles à sa vérifiabilité et en les liant à la section « Notes et références ».
La province ecclésiastique de Port-au-Prince est l'une des deux provinces ecclésiastiques couvrant le territoire d'Haïti (l'autre étant la province ecclésiastique de Cap-Haïtien).
Elle est composée d'un archidiocèse, celui de Port-au-Prince et de quatre diocèses suffragants : 
- le diocèse d'Anse-à-Veau et Miragoâne,
- le diocèse de Jacmel,
- le diocèse de Jérémie,
- le diocèse des Cayes.